# نوفويوزنسك
نوفويوزنسك (بالروسية: Новоузенск) هي إحدى مدن روسيا في الكيان الفدرالي الروسي ساراتوف أوبلاست.